# Блошниця звичайна
Блошниця звичайна, блошниця простерта (Pulicaria vulgaris) — однорічна трав'яниста рослина родини айстрових (складноцвітих).

## Опис
Стебло прямостояче або висхідне, дуже розгалужене, 15–30(45) см заввишки. Листки цілісні: нижні — довгасті, звужені в короткий черешок; середні і верхні — сидячі, видовжено яйцеподібні, при основі округлі. Квітки жовті, в багатоквіткових, одиничних кошиках: крайові — короткоязичкові, маточкові, плідні; серединні — трубчасті, двостатеві або тичинкові. Плід — сім'янка, з чубком. Цвіте у червні — вересні.

## Поширення
Росте по всій території України на вологих луках, на берегах річок, по днищу балок, на вигонах та інших вологих місцях, переважно піщаних.

## Використання
Використовують траву, зібрану під час цвітіння рослини. Рослина неофіцинальна.
Хімічний склад рослини слабо вивчено. Трава містить лактони, сліди сапонінів; у коренях є поліацетиленові сполуки (тридекаен-пентаїн, тридека-дієн-тетраїн, діа-цетокси-тридека-дієн-триїн).
Фармакологічні властивості і використання. Трава з коренем проявляє сечогінні властивості. У народній медицині настій трави внутрішньо використовували при запорі, шигельозі, альбумінорії. Зовнішньо настій трави у вигляді клізм і ванночок застосовували при геморої, у вигляді припарок — при зубному болю. Настій трави використовували й для купання слабких дітей. Рослина має інсектицидні властивості і використовується для окурювання приміщень для боротьби з клопами, блохами, мухами і комарами (ці властивості рослини потребують перевірки).